# Уравнение четвёртой степени
Уравне́ние четвёртой сте́пени — в математике алгебраическое уравнение вида:
{\displaystyle f(x)=ax^{4}+bx^{3}+cx^{2}+dx+e=0,\quad a\neq 0.}
Четвёртая степень для алгебраических уравнений является наивысшей, при которой существует аналитическое решение в радикалах в общем виде (то есть при любых значениях коэффициентов).
Так как функция {\displaystyle f(x)} является многочленом чётной степени, она имеет один и тот же предел при стремлении к плюс и к минус бесконечности. Если {\displaystyle a>0}, то функция возрастает до плюс бесконечности с обеих сторон, а значит, имеет глобальный минимум. Аналогично, если {\displaystyle a<0}, то функция убывает до минус бесконечности с обеих сторон, а значит, имеет глобальный максимум.

## Корни уравнения
Над полем комплексных чисел, согласно основной теореме алгебры, уравнение четвертой степени
{\displaystyle ax^{4}+bx^{3}+cx^{2}+dx+e}
всегда имеет 4 корня {\displaystyle x_{1},x_{2},x_{3},x_{4}} (с учётом кратности).
Свойства корней различаются с помощью знака дискриминанта:
{\displaystyle {\begin{aligned}\Delta &=256a^{3}e^{3}-192a^{2}bde^{2}-128a^{2}c^{2}e^{2}+144a^{2}cd^{2}e-27a^{2}d^{4}\ +\\&+144ab^{2}ce^{2}-6ab^{2}d^{2}e-80abc^{2}de+18abcd^{3}+16ac^{4}e\ -\\&-4ac^{3}d^{2}-27b^{4}e^{2}+18b^{3}cde-4b^{3}d^{3}-4b^{2}c^{3}e+b^{2}c^{2}d^{2}.\end{aligned}}}
Возможны три случая:
- Если {\displaystyle \Delta >0,} тогда уравнение имеет 4 различных вещественных корня.
- Если {\displaystyle \Delta <0,} то уравнение имеет 4 различных корня, где как минимум 1 из них комплексный.
- Если {\displaystyle \Delta =0,} тогда хотя бы два корня совпадают. Это может быть: один корень кратности 2; один корень кратности 3; один корень кратности 4; два корня кратности 2.

Корни уравнения по теореме Виета для четвёртой степени {\displaystyle x_{1},\,x_{2},\,x_{3},\,x_{4}} связаны с коэффициентами {\displaystyle a,\,b,\,c,\,d,\,e} следующим образом:
{\displaystyle x_{1}+x_{2}+x_{3}+x_{4}=-{\frac {b}{a}},}
{\displaystyle x_{1}\,x_{2}+x_{1}\,x_{3}+x_{1}\,x_{4}+x_{2}\,x_{3}+x_{2}\,x_{4}+x_{3}\,x_{4}={\frac {c}{a}},}
{\displaystyle x_{1}\,x_{2}\,x_{3}+x_{1}\,x_{2}\,x_{4}+x_{1}\,x_{3}\,x_{4}+x_{2}\,x_{3}\,x_{4}=-{\frac {d}{a}},}
{\displaystyle x_{1}\,x_{2}\,x_{3}\,x_{4}={\frac {e}{a}}.}

## История
Уравнения четвёртой степени впервые были рассмотрены древнеиндийскими математиками между IV в. до н. э. и II в. н. э.
Лодовико Феррари приписывается получение решения уравнения четвёртой степени в 1540 году, но его работа опиралась на решение кубического уравнения, которого у него не было, поэтому сразу это решение не было опубликовано, а было опубликовано только в 1545 вместе с решением кубического уравнения наставника Феррари — Джероламо Кардано в книге «Великое искусство».
То, что это наибольшая степень уравнения, для которого можно указать общую формулу решения, было доказано в теореме Абеля — Руффини в 1824 году.
Записки, оставленные Галуа, позже привели к элегантной теории корней многочленов, одним из результатов которой была эта теорема.

## Решения

### Решение через резольвенту
Решение уравнения четвёртой степени
{\displaystyle x^{4}+px^{2}+qx+r=0}
сводится к решению кубической резольвенты
{\displaystyle y^{3}-2py^{2}+(p^{2}-4r)y+q^{2}=0.}
Корни резольвенты {\displaystyle y_{1},y_{2},y_{3}} связаны с корнями исходного уравнения {\displaystyle x_{1},x_{2},x_{3},x_{4}} (которые и нужно найти) следующими соотношениями:
{\displaystyle y_{1}=(x_{1}+x_{2})(x_{3}+x_{4}),}
{\displaystyle y_{2}=(x_{1}+x_{3})(x_{2}+x_{4}),}
{\displaystyle y_{3}=(x_{1}+x_{4})(x_{2}+x_{3}).}
Корни резольвенты могут быть найдены по формуле Кардано.
Три формулы соотношений между {\displaystyle y_{i}} и {\displaystyle x_{i}} вместе с уравнением (соотношение Виета для коэффициента при {\displaystyle x^{3}})
{\displaystyle x_{1}+x_{2}+x_{3}+x_{4}=0}
дают систему из 4 алгебраических уравнений с 4 неизвестными, которая легко решается.

### Решение Декарта — Эйлера
В уравнении четвёртой степени
{\displaystyle ax^{4}+bx^{3}+cx^{2}+dx+e=0,\quad a\neq 0}
сделаем подстановку {\displaystyle x=y-{\frac {b}{4a}}}, получим уравнение в следующем виде (оно называется «неполным»):
{\displaystyle y^{4}+py^{2}+qy+r=0,}
где {\displaystyle p={\frac {8ac-3b^{2}}{8a^{2}}},}
{\displaystyle q={\frac {8a^{2}d-4abc+b^{3}}{8a^{3}}},}
{\displaystyle r={\frac {256a^{3}e-64a^{2}bd+16ab^{2}c-3b^{4}}{256a^{4}}}.}
Корни {\displaystyle y_{1},\,y_{2},\,y_{3},\,y_{4}} такого уравнения равны одному из следующих выражений:
{\displaystyle \pm {\sqrt {z_{1}}}} {\displaystyle \pm {\sqrt {z_{2}}}} {\displaystyle \pm {\sqrt {z_{3}}},}
в которых сочетания знаков выбираются таким образом, чтобы выполнялось следующее соотношение:
{\displaystyle (\pm {\sqrt {z_{1}}})(\pm {\sqrt {z_{2}}})(\pm {\sqrt {z_{3}}})=-{\frac {q}{8}},}
причём {\displaystyle z_{1},\,z_{2},\,z_{3}} — это корни кубического уравнения
{\displaystyle z^{3}+{\frac {p}{2}}z^{2}+{\frac {p^{2}-4r}{16}}z-{\frac {q^{2}}{64}}=0.}

### Решение Феррари
Решение уравнения четвёртой степени вида {\displaystyle x^{4}+ax^{3}+bx^{2}+cx+d=0} может быть найдено по методу Феррари.
Если {\displaystyle y_{1}} — произвольный корень кубического уравнения
| {\displaystyle y^{3}-by^{2}+(ac-4d)y-a^{2}d+4bd-c^{2}=0,} |

(резольвенты основного уравнения), то четыре корня исходного уравнения находятся как корни двух квадратных уравнений
{\displaystyle x^{2}+{\frac {a}{2}}x+{\frac {y_{1}}{2}}=\pm {\sqrt {\left({\frac {a^{2}}{4}}-b+y_{1}\right)x^{2}+\left({\frac {a}{2}}y_{1}-c\right)x+{\frac {y_{1}^{2}}{4}}-d}}}
где подкоренное выражение в правой части является полным квадратом.

## Биквадратное уравнение
Биквадратное уравнение — алгебраическое уравнение четвёртой степени вида {\displaystyle ax^{4}+bx^{2}+c=0}, где {\displaystyle a,b,c} — заданные комплексные числа и {\displaystyle a\not =0}. Иначе говоря, это уравнение четвёртой степени, у которого второй и четвёртый коэффициенты равны нулю. Подстановкой {\displaystyle y=x^{2};y\geqslant 0} оно сводится к квадратному уравнению относительно {\displaystyle y}.
Четыре его корня находятся по формуле
{\displaystyle x_{1,2,3,4}=\pm {\sqrt {\frac {-b\pm {\sqrt {b^{2}-4ac}}}{2a}}}.}

## Возвратные уравнения четвёртой степени
Возвратное уравнение четвёртой степени является также относительно легко решаемым: для {\displaystyle ax^{4}+bx^{3}+cx^{2}+bx+a=0} такого, что {\displaystyle a\neq 0}, решение находится приведением к виду:
{\displaystyle a\left(x^{2}+{1 \over x^{2}}\right)+b\left(x+{1 \over x}\right)+c=0},
После замены {\displaystyle t={x+{1 \over x}}} ищется решение квадратного уравнения {\displaystyle at^{2}+bt+c-2a=0}, а затем — квадратного уравнения {\displaystyle x^{2}-tx+1=0}.